# Blaesoxipha jakovlevi
Blaesoxipha jakovlevi är en tvåvingeart som beskrevs av Boris Borisovitsch Rohdendorf 1937. Blaesoxipha jakovlevi ingår i släktet Blaesoxipha och familjen köttflugor. Inga underarter finns listade i Catalogue of Life.